# Stanislav Bečička
Stanislav Bečička (4. února 1926, Brno – 8. července 2016, Kamenický Šenov) byl český římskokatolický duchovní, člen dominikánského řádu a od roku 2001 kanovník litoměřické katedrální kapituly. V letech 1973–2016 byl duchovním správcem v Kamenickém Šenově.

## Život

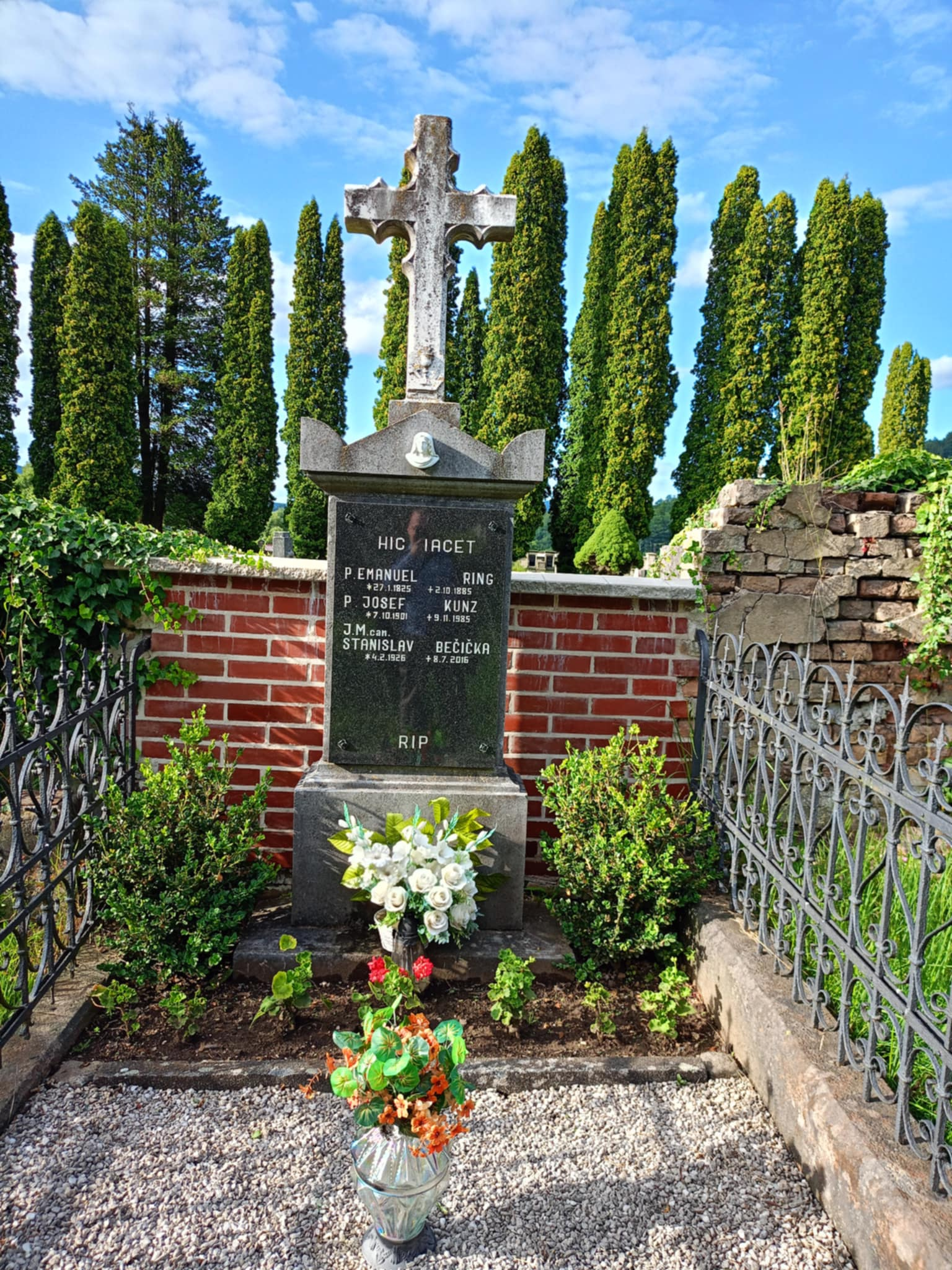
Kněžský hrob, ve kterém je pohřben Stanislav Bečička na hřbitově v Kamenickém Šenově.

Stanislav Bečička se narodil v Brně v roce 1926. Od roku 1951 spolupracoval se svým strýcem, dominikánem Bernardinem Skácelem. Do jeho rukou také v roce 1953 složil tajně řeholní sliby a sám se dominikánem stal. Podílel se na tajném fungování Díla blažené Zdislavy. V pozdějším věku začal studovat teologii v litoměřickém semináři a 25. června 1972 (ve věku 46 let) byl vysvěcen na kněze. Svou příslušnost k dominikánskému řádu však i nadále tajil, protože vstupovat do církevních řádů bylo v tehdejším Československu nezákonné.
Po vysvěcení nastoupil do duchovní správy. V letech 1972–1973 působil v České Kamenici a okolních farnostech (Jetřichovice, Kerhartice, Srbská Kamenice, Horní Prysk, Huntířov, Malá Bukovina, Růžová a Markvartice). Od 1. srpna 1973 byl přeložen do Kamenického Šenova a excurrendo spravoval též farnost Prácheň.
Biskup Josef Koukl jej 24. října 2001 jmenoval sídelním kanovníkem litoměřické katedrální kapituly s titulem königseggovský I. Na kanonikát rezignoval 17. března 2010. Kamenickošenovským farářem byl do 31. prosince 2014. Od 1. ledna 2015 si ponechal pouze duchovní službu v této farnosti (administrátor in spiritualibus). V roce 2015 se veřejně přihlásil ke své příslušnosti k dominikánskému řádu. Zemřel po čtrnáctidenní nemoci v podvečer 8. července 2016 na faře v Kamenickém Šenově.
Pohřeb se konal v Kamenickém Šenově 15. července 2016. Po zádušní mši svaté, kterou celebroval biskup Jan Baxant s dalšími kněžími ve farním kostele, byl Stanislav Bečička pohřben do kněžského hrobu na místním hřbitově.